# Лєнчин Віталій Іванович
Віталій Іванович Лєнчин (9 лютого 1940, Харків — 2016) — український художник і педагог; член Харківської організації Спілки радянських художників України з 1970 року; дійсний член Академії народного мистецтва у Москві з 2012 року та член Спілки художників народного мистецтва у Москві з 2013 року.

## Біографія
Народився 9 лютого 1940 року в місті Харкові в сім'ї робітника Харківського тракторного заводу. 1954 року вступив до другого класу Харківської дитячої художньої школи № 1 імені Іллі Рєпіна, де був учнем Ганни Акішиної; у 1955—1960 роках навчався у Харківському художньому училищі у Ігоря Стаханова; у 1960—1966 роках — у Харківському художньому інституті/Харківському художньо-промисловому інституті у Григорія Бондаренка.
У 1966—1967 та 1993—2001 роках викладав у Харківському університеті будівництва і архітектури; з 2004 року — у Харківській дитячій художній школі № 1 імені Іллі Рєпіна. Мешкав у Харкові в будинку на вулиці Франтішка Крала, № 45, квартира № 11 та у будинку на вулиці Зубарєва, № 63, квартира № 28. Помер у 2016 році.

## Творчість
Працював у галузі станкової графіки і монументально-декоративного мистецтва. Серед робіт:
графіка
- серії кольорових ліногравюр — «1917-й» (1966—1967), «Революція»: «Марш праці», «Володимир Ленін», «Революційний крок», «Свято», «Індустріалізація», «Вся влада Радам» (1969—1970);
- диптих «Люди, пам'ятайте!» (1975)[4];

монументальне мистецтво
- мозаїка «Розвиток міського електротранспорту» (Харків, 1972)[4];
- рельєфні композиції «Великий Жовтень» та «Тріумф революції» на станції Харківського метрополітену «Холодна гора» (у співавторстві зі скульптором Петром Юрченком)[5].

Брав участь у республіканських та всесоюзних виставках з 1966 року, зарубіжних — з 1967 року. 1967 року нагороджений медаллю Кете Колльвіц на Міжнародній виставці «Інтерграфіка-67» у Берліні; 1968 року отримав Ґран-прі 2-го бієнале графіки у Кракові.